# Boldú
Boldú es una localidad del municipio de Fuliola, comarca de Urgel,  provincia de Lérida, en Cataluña, España.
Los núcleos de Fuliola y Boldú están tan juntos que parecen una sola población.

## Historia
El pueblo es mencionado por primera vez en el 8 de enero de 1080, cuando Armengol IV se lo otorgó a Ponç Dalmau dentro del condado de Urgel. Hay documentados una serie de derechos sobre el pueblo de Ramón de Moncada, el monasterio de Santes Creus, el de Vallbona de las Monges, Pere de Boldú y otros, pero la señoría pasó de los Dalmau a Arnau Cortit d'Agramunt, y él se la vendió a Berenguer de Almenara por 2.700 mazmodinas de oro.
En el año 1949 Boldú formaba parte del municipio de Tornabous, hasta que, por razones históricas y de proximidad fue agregado al municipio de Fuliola.

## Lugares de interés
- Antigua Iglesia de la Asunción de la Virgen, de origen románica.[1]